# Бромид лютеция
Бромид лютеция — неорганическое соединение,
соль лютеция и бромистоводородной кислоты с формулой LuBr3,
бесцветные кристаллы,
растворяется в воде,
образует кристаллогидрат.

## Получение
- Пропускание паров брома через порошкообразный металл:

{\displaystyle {\mathsf {2Lu+3Br_{2}\ {\xrightarrow {T}}\ 2LuBr_{3}}}}

## Физические свойства
Бромид лютеция образует бесцветные кристаллы.
Растворяется в воде.